# Malthinellus masatakai
Malthinellus masatakai là một loài bọ cánh cứng trong họ Cantharidae. Loài này được Takahashi & Takahashi miêu tả khoa học năm 2007.